# Obora (okres Louny)
Obec Obora se nachází v okrese Louny v Ústeckém kraji. Žije v ní 448 obyvatel. Protéká zde řeka Ohře.

## Historie
První písemná zmínka o Oboře pochází z roku 1268. V letech 1961–1976 byla obec součástí Černčic, poté města Louny. Osamostatnila se k 24. listopadu 1990.

## Obyvatelstvo
|           | 1869 | 1880 | 1890 | 1900 | 1910 | 1921 | 1930 | 1950 | 1961 | 1970 | 1980 | 1991 | 2001 | 2011 |
| --------- | ---- | ---- | ---- | ---- | ---- | ---- | ---- | ---- | ---- | ---- | ---- | ---- | ---- | ---- |
| Obyvatelé | 247  | 278  | 245  | 280  | 344  | 386  | 399  | 283  | 278  | 277  | 243  | 246  | 299  | 379  |
| Domy      | 36   | 37   | 39   | 42   | 60   | 73   | 94   | 97   | 90   | 91   | 81   | 99   | 110  | 151  |

## Pamětihodnosti
- Kostel svaté Kateřiny
- Fara čp. 1[7]
- Venkovská usedlost čp. 6
- Výklenková kaplička při pravé straně silnice z Černčic do Veltěží

## Rodáci
- Václav Sochor (1855–1935), malíř
- Bořivoj Lůžek (1921–1987), archivář a historik